# Aromobatidae
Aromobatidae là một họ ếch độc bản địa khu vực Trung và Nam Mỹ.
Tính tới năm 2011, 103 loài trong 5 chi được công nhận. nhưng tính tới tháng 7 năm 2013, 115 loài trong 6 chi được công nhận.

## Phân loại
- Phân họ Allobatinae Grant, Frost, Caldwell, Gagliardo, Haddad, Kok, Means, Noonan, Schargel & Wheeler, 2006: 46 loài
  - Chi Allobates Zimmermann & Zimmermann, 1988
- Phân họ Anomaloglossinae Grant, Frost, Caldwell, Gagliardo, Haddad, Kok, Means, Noonan, Schargel & Wheeler, 2006: 31 loài
  - Chi Anomaloglossus Grant, Frost, Caldwell, Gagliardo, Haddad, Kok, Means, Noonan, Schargel & Wheeler, 2006: 29 loài
  - Chi Rheobates Grant, Frost, Caldwell, Gagliardo, Haddad, Kok, Means, Noonan, Schargel & Wheeler, 2006:
- Phân họ Aromobatinae Grant, Frost, Caldwell, Gagliardo, Haddad, Kok, Means, Noonan, Schargel & Wheeler, 2006: 37 loài
  - Chi Aromobates Myers, Paolillo-O. & Daly, 1991: 18 loài
  - Chi Mannophryne La Marca, 1992: 19 loài
- Không chắc chắn
  - Prostherapis dunni Rivero, 1961

## Hình ảnh

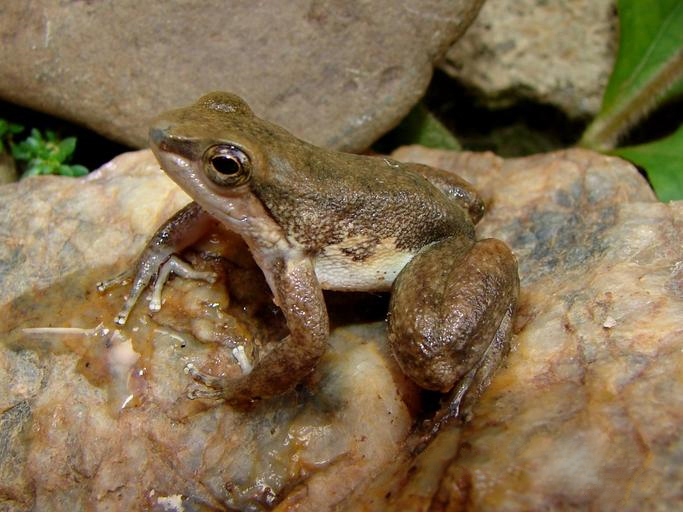
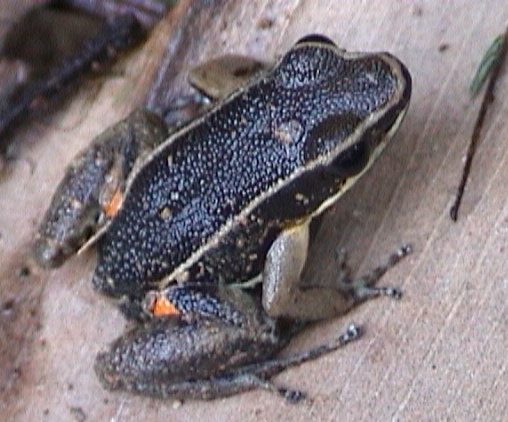
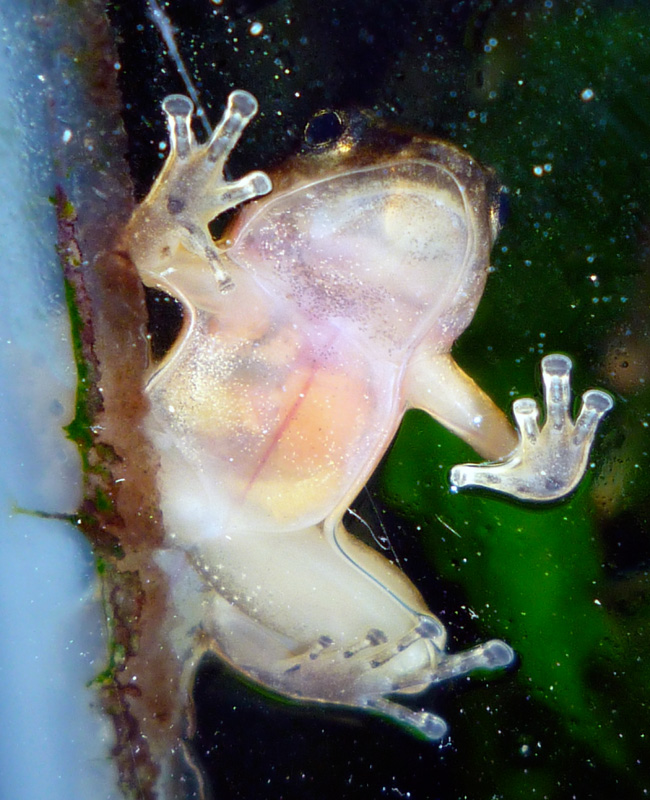